# Raul Domingos
Raul Domingos ist ein mosambikanischer Politiker. 
Er begann seine politische Karriere zu Zeiten des Mosambikanischen Bürgerkrieges bei Mosambiks größter Oppositionspartei Resistência Nacional Moçambicana (RENAMO). 1992 war er auf Seiten Renamos einer der beiden Unterzeichner des Allgemeinen Friedensabkommens von Rom, durch das der Bürgerkrieg beendet wurde. Er war Fraktionsvorsitzender der parlamentarischen Gruppe Renamos und der einzige starke Mann der Partei neben Afonso Dhlakama, dem unbestrittenen Chef der früheren Guerillaorganisation und jetzigen politischen Partei Renamo. Im Jahr 2000 wurde Domingo aus der Partei ausgeschlossen, da er sich angeblich von der Regierung bestechen lassen wollte. 2003 gründete er seine eigene Partei, Partido para a Paz, Democracia e Desenvolvimento (Partei für Frieden, Demokratie und Entwicklung), in der er unzufriedene Renamo-Anhänger zu sammeln suchte. Bei der Präsidentschaftswahl 2004 erhielt er als deren Kandidat  landesweit 85.815 oder 2,73 % aller Stimmen. Zur Präsidentschaftswahl in Mosambik 2009 wurde er wiederum für die PDD aufgestellt, seine Kandidatur wurde aber von der Wahlprüfungskommission mit formaler Begründung nicht zugelassen.